# WTA Bogotá
Das WTA Bogotá (offiziell: Copa Colsanitas, vormals Claro Open Colsanitas, bzw. Copa BBVA Colsanitas bzw. Copa Sony Ericsson Colsanitas) ist ein Damen-Tennisturnier der WTA Tour, das in Kolumbiens Hauptstadt Bogotá auf Sandplätzen ausgetragen wird.

## Siegerliste

### Einzel
| Jahr                         | Siegerin                                   | Finalgegnerin                              | Ergebnis                                   |
| ---------------------------- | ------------------------------------------ | ------------------------------------------ | ------------------------------------------ |
| ↓ Kategorie: Tier IV ↓       |                                            |                                            |                                            |
| 1998                         | Paola Suárez                               | Sonya Jeyaseelan                           | 6:3, 6:4                                   |
| ↓ Kategorie: Tier IVa ↓      |                                            |                                            |                                            |
| 1999                         | Fabiola Zuluaga                            | Christína Papadáki                         | 6:1, 6:3                                   |
| 2000                         | Patricia Wartusch                          | Tathiana Garbin                            | 4:6, 6:1, 6:4                              |
| ↓ Kategorie: Tier III ↓      |                                            |                                            |                                            |
| 2001                         | Paola Suárez                               | Rita Kuti-Kis                              | 6:2, 6:4                                   |
| 2002                         | Fabiola Zuluaga                            | Katarina Srebotnik                         | 6:1, 6:4                                   |
| 2003                         | Fabiola Zuluaga                            | Anabel Medina Garrigues                    | 6:3, 6:2                                   |
| 2004                         | Fabiola Zuluaga                            | María Sánchez Lorenzo                      | 3:6, 6:4, 6:2                              |
| 2005                         | Flavia Pennetta                            | Lourdes Domínguez Lino                     | 7:64, 6:4                                  |
| 2006                         | Lourdes Domínguez Lino                     | Flavia Pennetta                            | 7:63, 6:4                                  |
| 2007                         | Roberta Vinci                              | Tathiana Garbin                            | 6:75, 6:4, 0:3 Aufgabe                     |
| 2008                         | Nuria Llagostera Vives                     | María Emilia Salerni                       | 6:0, 6:4                                   |
| ↓ Kategorie: International ↓ |                                            |                                            |                                            |
| 2009                         | María José Martínez Sánchez                | Gisela Dulko                               | 6:3, 6:2                                   |
| 2010                         | Mariana Duque Mariño                       | Angelique Kerber                           | 6:4, 6:3                                   |
| 2011                         | Lourdes Domínguez Lino                     | Mathilde Johansson                         | 2:6, 6:3, 6:2                              |
| 2012                         | Lara Arruabarrena Vecino                   | Alexandra Panowa                           | 6:2, 7:5                                   |
| 2013                         | Jelena Janković                            | Paula Ormaechea                            | 6:1, 6:2                                   |
| 2014                         | Caroline Garcia                            | Jelena Janković                            | 6:3, 6:4                                   |
| 2015                         | Teliana Pereira                            | Jaroslawa Schwedowa                        | 7:62, 6:1                                  |
| 2016                         | Irina Falconi                              | Sílvia Soler Espinosa                      | 6:2, 2:6, 6:4                              |
| 2017                         | Francesca Schiavone                        | Lara Arruabarrena Vecino                   | 6:4, 7:5                                   |
| 2018                         | Anna Karolína Schmiedlová                  | Lara Arruabarrena                          | 6:2, 6:4                                   |
| 2019                         | Amanda Anisimova                           | Astra Sharma                               | 4:6, 6:4, 6:1                              |
| 2020                         | aufgrund der Covid-19-Pandemie ausgefallen | aufgrund der Covid-19-Pandemie ausgefallen | aufgrund der Covid-19-Pandemie ausgefallen |
| ↓ Kategorie: 250 ↓           |                                            |                                            |                                            |
| 2021                         | María Camila Osorio Serrano                | Tamara Zidanšek                            | 5:7, 6:3, 6:4                              |
| 2022                         | Tatjana Maria                              | Laura Pigossi                              | 6:3, 4:6, 6:2                              |
| 2023                         | Tatjana Maria                              | Peyton Stearns                             | 6:3, 2:6, 6:4                              |
| 2024                         | Camila Osorio                              | Marie Bouzková                             | 6:3, 7:65                                  |

### Doppel
| Jahr                         | Siegerinnen                                        | Finalgegnerinnen                           | Ergebnis                                   |
| ---------------------------- | -------------------------------------------------- | ------------------------------------------ | ------------------------------------------ |
| ↓ Kategorie: Tier IV ↓       |                                                    |                                            |                                            |
| 1998                         | Janette Husárová Paola Suárez                      | Melissa Mazzotta Jekaterina Syssojewa      | 3:6, 6:2, 6:3                              |
| ↓ Kategorie: Tier IVa ↓      |                                                    |                                            |                                            |
| 1999                         | Christína Papadáki Seda Noorlander                 | Laura Montalvo Paola Suárez                | 6:4, 7:65                                  |
| 2000                         | Laura Montalvo Paola Suárez                        | Rita Kuti-Kis Petra Mandula                | 6:4, 6:2                                   |
| ↓ Kategorie: Tier III ↓      |                                                    |                                            |                                            |
| 2001                         | Tathiana Garbin Janette Husárová                   | Laura Montalvo Paola Suárez                | 6:4, 2:6, 6:4                              |
| 2002                         | Virginia Ruano Pascual Paola Suárez                | Tina Križan Katarina Srebotnik             | 6:2, 6:1                                   |
| 2003                         | Katarina Srebotnik Åsa Svensson                    | Tina Križan Tetjana Perebyjnis             | 6:2, 6:4                                   |
| 2004                         | Barbara Schwartz Jasmin Wöhr                       | Anabel Medina Garrigues Arantxa Parra      | 6:1, 6:3                                   |
| 2005                         | Emmanuelle Gagliardi Tina Pisnik                   | Ľubomíra Kurhajcová Barbora Strýcová       | 6:4, 6:3                                   |
| 2006                         | Gisela Dulko Flavia Pennetta                       | Ágnes Szávay Jasmin Wöhr                   | 7:61, 6:1                                  |
| 2007                         | Lourdes Domínguez Lino Paola Suárez                | Flavia Pennetta Roberta Vinci              | 1:6, 6:3, [11:9]                           |
| 2008                         | Iveta Benešová Bethanie Mattek                     | Jelena Kostanić Tošić Martina Müller       | 6:3, 6:3                                   |
| ↓ Kategorie: International ↓ |                                                    |                                            |                                            |
| 2009                         | Nuria Llagostera Vives María José Martínez Sánchez | Gisela Dulko Flavia Pennetta               | 7:5, 3:6, [10:7]                           |
| 2010                         | Gisela Dulko Edina Gallovits                       | Olha Sawtschuk Nastassja Jakimawa          | 6:2, 7:66                                  |
| 2011                         | Edina Gallovits-Hall Anabel Medina Garrigues       | Sharon Fichman Laura Pous Tió              | 2:6, 7:66, [11:9]                          |
| 2012                         | Alexandra Panowa Eva Birnerová                     | Mandy Minella Stefanie Vögele              | 6:2, 6:2                                   |
| 2013                         | Tímea Babos Mandy Minella                          | Eva Birnerová Alexandra Panowa             | 6:4, 6:3                                   |
| 2014                         | Lara Arruabarrena Vecino Caroline Garcia           | Vania King Chanelle Scheepers              | 7:65, 6:4                                  |
| 2015                         | Paula Cristina Gonçalves Beatriz Haddad Maia       | Irina Falconi Shelby Rogers                | 6:3, 3:6, [10:6]                           |
| 2016                         | Lara Arruabarrena Vecino Tatjana Maria             | Gabriela Cé Andrea Gámiz                   | 2:6, 6:4, [10:8]                           |
| 2017                         | Beatriz Haddad Maia Nadia Podoroska                | Verónica Cepede Royg Magda Linette         | 6:3, 7:64                                  |
| 2018                         | Dalila Jakupović Irina Chromatschowa               | Mariana Duque Mariño Nadia Podoroska       | 6:3, 6:4                                   |
| 2019                         | Astra Sharma Zoe Hives                             | Hayley Carter Ena Shibahara                | 6:1, 6:2                                   |
| 2020                         | aufgrund der Covid-19-Pandemie ausgefallen         | aufgrund der Covid-19-Pandemie ausgefallen | aufgrund der Covid-19-Pandemie ausgefallen |
| ↓ Kategorie: 250 ↓           |                                                    |                                            |                                            |
| 2021                         | Elixane Lechemia Ingrid Neel                       | Mihaela Buzărnescu Anna-Lena Friedsam      | 6:3, 6:4                                   |
| 2022                         | Astra Sharma Aldila Sutjiadi                       | Emina Bektas Tara Moore                    | 4:6, 6:4, [11:9]                           |
| 2023                         | Irina Pawlowna Chromatschowa Iryna Schymanowitsch  | Oksana Kalaschnikowa Katarzyna Piter       | 6:1, 3:6, [10:6]                           |
| 2024                         | Cristina Bucșa Kamilla Rachimowa                   | Anna Bondár Irina Chromatschowa            | 7:65, 3:6, [10:8]                          |